# Лоренсо Агірре
Лоренсо Вікторіано Агірре Санчес (ісп. Lorenzo Victoriano Aguirre Sánchez; 14 листопада 1884 — 6 жовтня 1942) — іспанський художник. Він також працював карикатуристом, художника плакатів і сценографом.

## Життєпис
Лоренсо Агірре народився 14 листопада 1884 року в місті Памплона. Батьки Лоренсо переїхали до міста Аліканте, коли йому було 4 роки. Почав вчитися мистецтву у віці 11 років у Лоренсо Казанови. В 1899 поїхав до Мадриду навчатися в Королівській академії витончених мистецтв Сан-Фернандо. Деякий час працював вчителем малюнку в школі-сателіті академії. В 1910 році вирушив до Парижа, де працював в студії проєктування сцен для Паризької національної опери. Брав приватні уроки в іспанської художниці Еліс Бейллі.